# کاتیج گروو (مینه‌سوتا)
کاتیج گروو، مینه‌سوتا (به انگلیسی: Cottage Grove, Minnesota) یک شهر در ایالات متحده آمریکا است که در مینه‌سوتا واقع شده‌است.

## خصوصیات
کاتیج گروو ۹۷٫۰۷ کیلومترمربع مساحت و ۳۴٬۵۸۹ نفر جمعیت دارد و ۲۴۸ متر بالاتر از سطح دریا واقع شده‌است.